# Таргин
Тарги́н (каз. Тарғын) — село у складі Уланського району Східноказахстанської області Казахстану. Адміністративний центр Таргинського сільського округу.
Населення — 1042 особи (2021; 1215 у 2009, 1134 у 1999, 1118 у 1989).
Національний склад станом на 1989 рік:
- казахи — 100 %